# Reuzensabelantilope
De Reuzensabelantilope (Hippotragus niger variani) is een ondersoort van de Sabelantilope (Hippotragus niger). Ze zijn endemisch tot het gebied tussen Cuango en de rivier de Luanda in Angola.

## Kenmerken
Reuzensabelantilopes kunnen 1,5 meter lang worden. Mannetjes en vrouwtjes lijken qua uiterlijk heel erg op elkaar totdat het dier drie wordt. Vanaf drie jaar worden mannetjes donkerder en groeien hoorns. Het gewicht van een mannetje ligt rond de 238 kg en kan 116 - 142 cm hoog worden. Vrouwtjes worden meestal 220 kg en zijn iets kleiner dan mannetjes.
Beide seksen hebben hoorns, maar bij het mannetje staan ze naar achteren gebogen en kunnen ze 81-165 cm lang worden. Het vrouwtje kan hoorns krijgen van 61-102 cm lang. De kleur van de vacht is bij mannetjes zwart, en bij vrouwtjes en jongen is de vacht kastanjebruin. Dit is alleen niet het geval bij de zuidelijke populatie. Hier worden de vrouwtjes zwart-bruin. Het gebied rond de wenkbrauwen, de keel, de buik en de onderkant van de bek is wit.

## Leefwijze
Net zoals andere antilopen zijn reuzensabelantilopes van nature bang en zullen eerder vluchten dan vechten. Mannetjes kunnen echter wel agressief zijn, wanneer ze gewond zijn, aangevallen worden of als iemand te dichtbij komt.